# 장흥 FC
장흥FC는 전라남도 장흥군에 위치한 under-15 형태의 유소년 축구단으로 장흥중학교의 축구부원으로 구성되어 있다.

## 출신 선수
- 곽동준
- 유현

## 같이 보기
- 장흥중학교